# Palazzo Compagnoni delle Lune
Il palazzo Compagnoni delle Lune è un palazzo signorile di Macerata costruito come residenza cittadina da un ramo della nobile famiglia dei Compagnoni, detto delle lune dalle due lune dello stemma gentilizio della casata.

## Storia e descrizione
Costruito nel 1736 su progetto dell'architetto Francesco Vici, si trova in prossimità di Palazzo Compagnoni Marefoschi, residenza di un altro ramo della famiglia. Il palazzo fu costruito in un'area che apparteneva al casato fin dalle sue origini e che, comprendeva, in pratica, un intero quartiere. Qui sorsero, in seguito alla vasta ramificazione della famiglia, che comprende svariati rami (di cui alcuni ad oggi stabilitisi all'esterno del territorio marchigiano), numerose dimore, a partire da edifici preesistenti.
In prossimità del palazzo si trovano alcune pertinenze, edifici già esistenti dal Duecento e ricostruiti nel Settecento, appartenenti anch'essi alla famiglia Compagnoni già dal secolo XIII, quando il Castrum Maceratae si unì al Podium Sancti Iuliani, andando a creare la città di Macerata. L'ultima ristrutturazione del palazzetto risale alla metà degli anni novanta del Novecento.
Il palazzo fu acquistato nel Novecento dall'Università di Macerata, che se ne avvale per l'attività didattica, dopo averlo completamente restaurato, visto anche lo stato di semiabbandono in cui versava.